# Clostridioides
Clostridioides es un género de bacterias grampositivas y anaerobias estrictas. Fue establecido en 2016 con la finalidad de reclasificar dos especies del género Clostridium que, debido al análisis de secuenciación del ARN ribosomal 16S, se determinó que no debían pertenecer a él. Estas son Clostridioides mangenotii y Clostridioides difficile, la última de las cuales es la especie tipo. C. difficile es un patógeno importante en humanos, ya que produce colitis pseudomembranosa y diarrea asociada a antibióticos.

## Etimología
Procede de Clostridium y el sufijo latino -oides (que significa «similar a»).

## Microbiología
Es grampositivo, anaerobio estricto, tiene morfología de bacilo, forma esporas y posee flagelos. Produce hidrógeno y ácidos grasos en el caldo PYG (peptona, levadura y glucosa). Posee meso-DAP en su pared celular.